# Ladies' Night (album)
Pour les articles homonymes, voir Ladies' Night.
Albums de Kool and the Gang
Everybody's Dancin'
(1978) Celebrate!
(1980)
Singles
1. Ladies' Night
Sortie : 21 août 1979
2. Too Hot
Sortie : 13 janvier 1980
3. Hangin' Out
Sortie : avril 1980

Ladies' Night est le onzième album studio du groupe de disco Kool and the Gang, sorti le 6 septembre 1979.
L'album rencontre le succès, en particulier après la sortie de la chanson éponyme, Ladies' Night, et Too Hot, qui sont tous deux devenus des succès ayant atteint les dix premières places du Billboard Hot 100 américain. L'album marque un retour au succès après une période d'accalmie entre 1976 et 1978. Ladies' Night atteint notamment la première place du classement R&B et a été certifié disque de platine aux États-Unis — le premier pour le groupe — avec plus d'un million d'exemplaires vendus. En outre, les morceaux de l'album ont tous atteint la cinquième place du classement disco américain.
Avec Ladies' Night, Kool and the Gang rendent leur style funk plus accessible au grand public en y incorporant des éléments de pop et de RnB. L'album marque également les débuts du chanteur James "J.T." Taylor.

## Liste des titres
Toutes les chansons sont écrites et composées par Ronald Bell et Kool and the Gang, sauf indication contraire.
| A1. | Ladies' Night            | George Brown, Kool & the Gang | 6:26 |
| A2. | Got You into My Life     |                               | 4:30 |
| A3. | If You Feel Like Dancin' |                               | 5:08 |

| B1. | Hangin' Out         |                        | 5:41 |
| B2. | Tonight's the Night |                        | 7:20 |
| B3. | Too Hot             | Brown, Kool & the Gang | 5:08 |

## Personnel
Crédits adaptés du livret de l'album.
- James "J.T." Taylor – chant, chœurs
- Ronald Bell – saxophone ténor, chœurs, claviers, basse
- Dennis "D.T." Thomas – saxophone alto, chœurs
- Claydes Smith – guitare
- Eumir Deodato – claviers
- Adam Ippolito – claviers
- Robert "Kool" Bell – basse, chœurs
- George "Funky" Brown – batterie, chœurs
- Clifford Adams – trombone
- Christine Albert – trompette
- Robert "Spike" Mickens – trompette
- Jon Faddis – trompette
- Earl Toon – chœurs
- Something Sweet (Diane Cameron, Cynthia Huggins, Joan Motley) – chœurs
- Mike Doud – direction artistique
- Joe Kotleba – pochette
- Raul Vega – photographie

## Classements et certifications
| Classement (1979–80)          | Meilleure position |
| ----------------------------- | ------------------ |
| Canada (RPM 100 Albums)       | 56                 |
| États-Unis (Billboard 200)    | 13                 |
| États-Unis (Top Soul LPs)     | 1                  |
| Pays-Bas (Mega Album Top 100) | 43                 |

| Classement (1980)          | Position |
| -------------------------- | -------- |
| États-Unis (Billboard 200) | 11       |
| États-Unis (Top Soul LPs)  | 3        |

### Certifications
| Région                                | Certification | Ventes/Streams |
| ------------------------------------- | ------------- | -------------- |
| États-Unis (RIAA)                     | Platine       | 1 000 000^     |
| ^Mise en rayon selon la certification |               |                |